# Свято Трьох Святителів
Свято Трьох Святителів (дав.-гр. Οι Τρείς Ιεράρχες — «три ієрархи») — соборне свято Східної православної церкви, яке святкується щороку 30 січня. Вони були дуже впливовими єпископами ранньої церкви, які відіграли ключову роль у формуванні християнської теології. У східному християнстві вони також відомі як Три Великі Ієрархи і Вселенські Вчителі, тоді як у Римо-Католицтві вони вшановуються як Вчителі Церкви. Їх трьох вшановують як святих у східному православ'ї, католицизмі, англіканстві та інших християнських церквах.

## Зміст свята
В цей день вшановується пам'ять трьох великих ієрархів, учителів, проповідників і Отців Східної Церкви: св. Василія Великого, св. Григорія Богослова і св. Івана Золотоустого. В Україні свято відоме як свято Трьох Святителів.
Три отці — ієрархи-святителі, які вшановуються в день свята, — провідні вчителі віри, святості й науки Христової Церкви.

## Заслуги трьох святих перед Церквою
- Передали чисту віру Нікейського Собору;
- пояснили догмати про святу Трійцю, Христове Божество та пресвяту Євхаристію;
- Мінімум двоє з них є авторами Божественної літургії, чин якої витримується і сьогодні:
  - літургія Івана Золотоустого відправляється щонеділі і на свята
  - літургія Василія Великого в особливих випадках[1]

За їхні заслуги Східна Церква (православна) називає їх у своїх Богослужіннях рівноапостольними, органами Святого Духа, колонами Церкви та вчителями вселенної.
Всі вони жили в четвертому столітті — золотому віці християнської віри.
Св. Василій і св. Григорій — сини славної Каппадокії, що в Малій Азії, друзі і майже однолітки. Св. Іван Золотоустий — з Антіохії, він молодший за них на 20 років.

## Особи Трьох Святителів

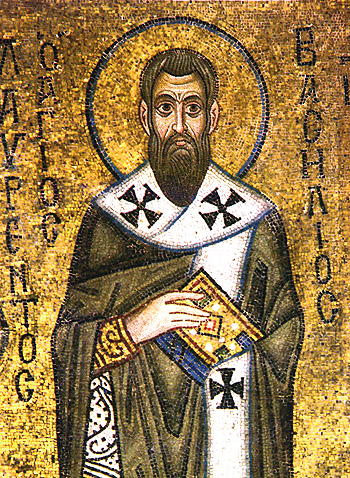
Мозаїка св. Василія Великого у Софійському соборі в Києві

### Василій Великий (329—379)
Васи́лій Вели́кий (грец. Μέγας Βασίλειος, 329, Кесарія Каппадокійська, нині м. Кайсері, Туреччина — 379, Кесарія Каппадокійська) — святий, архієпископ Кесарії Каппадокійської в Малій Азії, визначний церковний діяч, один із Отців Церкви та найшанованіших на Русі святих.
Його батьки і його діди — визначні патриції, заслужені і впливові люди в суспільстві.
Св. Василій з дитинства мав надзвичайні здібності, кмітливість, велике прагнення до знань. Заможне положення батьків відкрило йому дорогу до найвищих і найславніших шкіл і викладачів того часу.
|  | Його риси і статура, його струнка постать, розумне обличчя, кмітливість, серйозна поведінка — свідчили про його шляхетне походження. Цілеспрямованість його характеру обеззброювала його ворогів і прихиляла приятелів. Англійський історик Ф. Форвар |

Митрополит Андрій Шептицький у вступі до «Аскетичних Творів Св. Василія Великого» каже про нього: 
|  | Василій це чоловік всебічно розвинутий у всіх напрямках тодішньої науки, знаменитий проповідник, незрівняний знавець Святого Письма, знаменитий догматик та полеміст у боротьбі проти Аріанізму |

Св. Василій від дитинства аскет і великий богослов. Як архієпископ Кесарії у Каппадокії, він проявив себе як оборонець святої віри, гарний організатор, хороший оратор-проповідник, письменник, реформатор Богослужіння і Святої Літургії, опікун сиріт та убогих, законодавець монашого життя в монастирях. За його заслуги свята Церква дала йому титул Великого.
Його пам'ять відзначає наша Церква в день його смерті 1(14) січня.

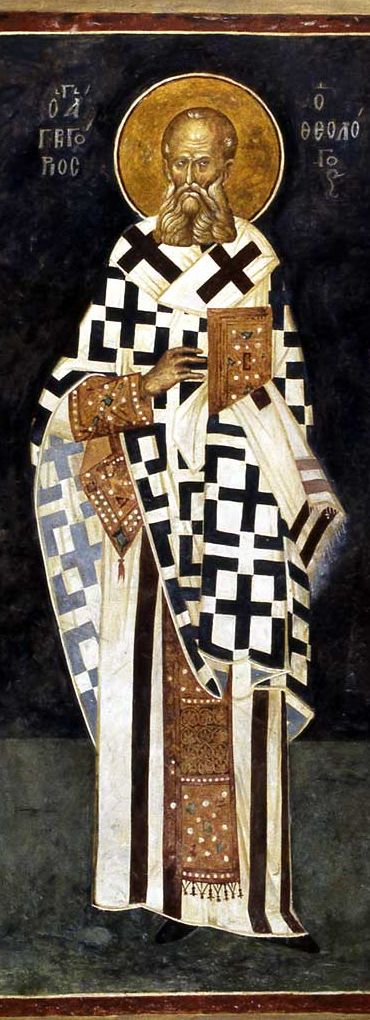
Святий Григорій Богослов. Церква Хора, Стамбул. 14 ст.

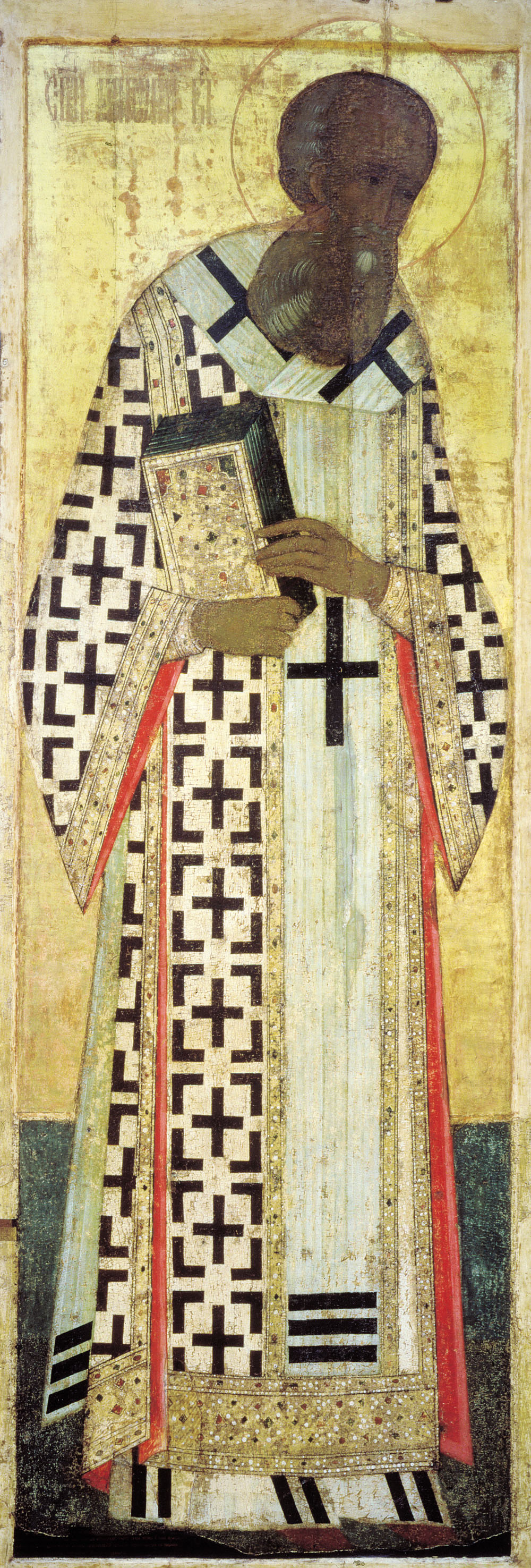
Григорій Богослов. Робота Рубльова

### Григорій Богослов (326—390)
Святий Григорій Богослов, Григорій Назіанзин, Назіанський (грец. Γρηγόριος Ναζιανζηνός, Γρηγόριος ὁ Θεολόγος, лат. Gregorius Nazianzenus, нар.близько 330 р. — пом.близько 390 р.) — великий християнський святий, візантійський богослов, і ритор, один із отців церкви, єпископ Назіанза і Сасима, константинопольський патріарх.
Його батько, також на ім'я Григорій, був єпископом у Назіянзі в Каппадокії. Ще до його народження, його побожна мати Нонна дала обітницю віддати дитину на служіння Богу. Вручаючи синові Святе Письмо, вона сказала: «Як обіцяла, приношу тебе Богу, тож сповни моє бажання. Ти народився у наслідок моїх молитов. І за це тепер молюся, щоб ти був досконалий. Вручаю тобі, мій сину, цей дорогоцінний скарб, орудуй ним через ціле своє життя, а в майбутньому отримаєш ще більші блага».
Як св. Василій так і св. Григорій здобув вищу освіту. По дорозі до Афін, його корабель в морі потрапив у шторм. Він тоді ще не був похрещений, і у страху перед тим щоб не померти нехрещеним, він склав обітницю, якщо він врятується, то присвятить себе служінню Богу.
В Афінах зустрів св. Василія, вони стали кращими друзями на все життя. Про їхнє життя в Афінах він коротко каже: «Ми знали тільки дві дороги: одну до храму на молитву, а другу до школи на науку».
Його батько, що тоді вже був єпископом, висвятив його на священика, а пізніше св. Василій призначив його єпископом Сазіми. Св. Григорій через кілька років став архієпископом Константинополя.
Він відзначився як досконалий проповідник, проповіді Григорія — це мистецькі перлини риторики. Догмат про Святу Трійцю Св. Григорій кладе в основу християнської релігії. За свої богословські досягнення дістає звання Богослова. Візантійці називали його християнським Демосфеном.
За характером Св. Григорій від народження тихий, ніжний, співчутливий. Завжди мріяв про життя в молитвах на самоті. Григорій Богослов не залишив жодного тлумачення на книги священного Писання. Він не писав великих полемічних трактатів. Він не склав богословської системи. Його п'ять богословських слів дали йому славу «Богослова». Писати він любив і умів. Чистота зворотів та знання світської літератури, не кажучи вже про начитаність в Писанні, виявляють в ньому достойного учня афінських риторів та знавця християнського Одкровення. Залишив після себе духовну спадщину — проповіді, поезії і листи. Написав Надмогильне Слово на честь свого друга св. Василія Великого та на честь свого батька — єпископа Григорія.
Пам'ять його смерті святкуємо 7 лютого.

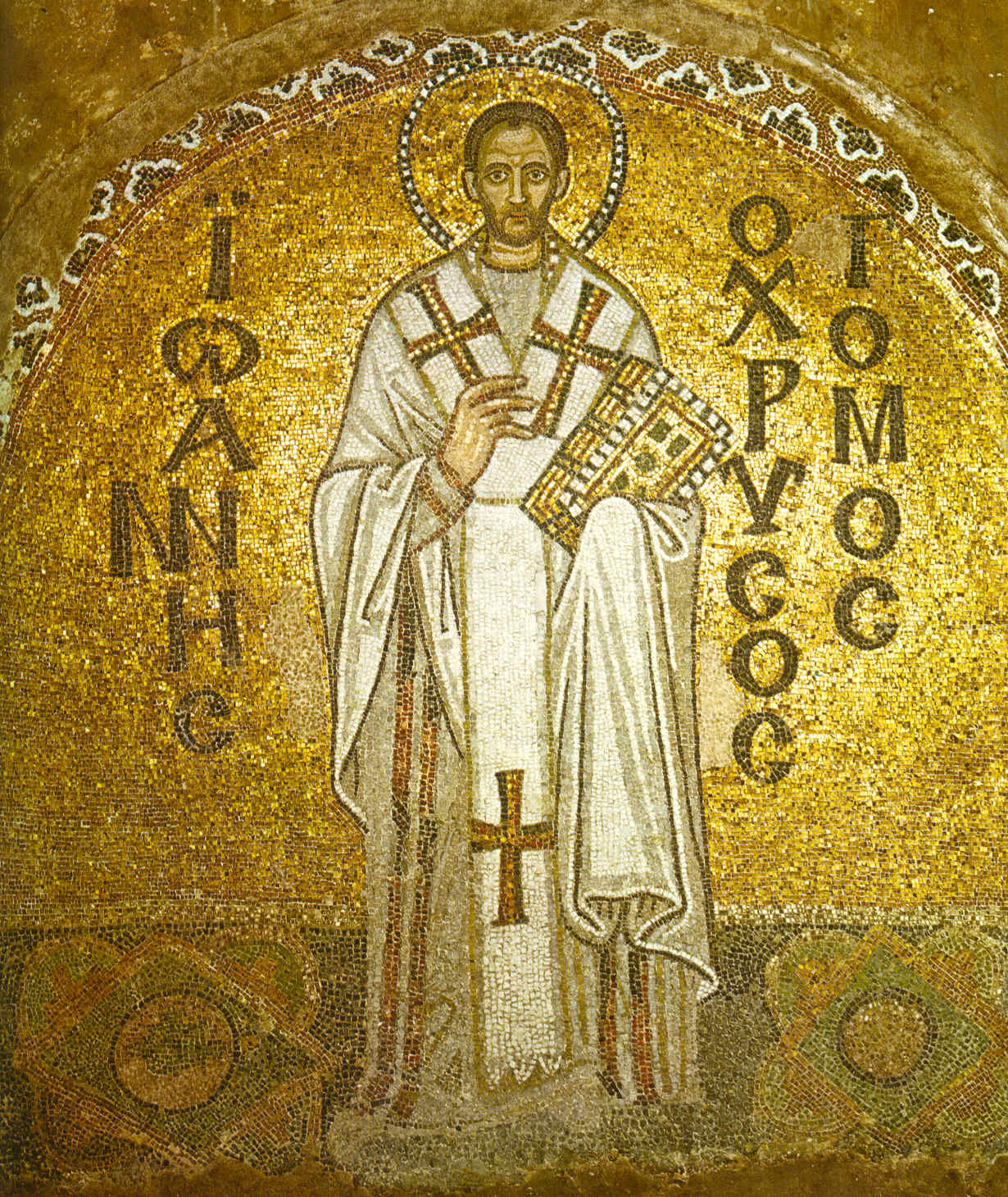
Святий Іван Золотоустий

### Іван Золотоустий (347—407)
Іва́н Золотоу́стий, також Йоа́н/Іоа́н Золотоу́ст (грец. Ἰωάννης ὁ Χρυσόστομος — Іоанес о Хрізостомос; англ. John Chrysostom (нар. 347, Антіохія — пом.14 вересня 407 р., Комани Понтійські) — святий, один із засновників Константинопольського патріархату, патріарх Константинопольський, вселенський учитель, блискучий оратор, адвокат і релігійний полеміст, надзвичайна за колоритом постать, яка виділяється серед низки непересічних мислителів й проповідників східнохристиянської Церкви. Почесні титули: «вселенський учитель» і «золотоустий»; останній титул — офіційно закріплений Церквою на Халкідонському соборі у V сторіччі та отриманий святим за надзвичайне красномовство. Понині у церквах правиться літургія Івана Золотоустого.
Народився в великому місті Антіохія. Тривалий час виявляв себе, як активний і побожний священик і невтомний проповідник. Проповідь була важливою частиною його життя і душі. «Не можу провести й одного дня, — каже він своїм вірникам, — не нагодувавши вас зі скарбів Святого Письма». «Проповідування робить мене здоровим. Як тільки починаю проповідувати, то зникає всяка втома». Своїми проповідями він надихав і захоплював великі маси людей. У своїх проповідях дає гарне пояснення великої частини Святого Письма Старого й Нового Заповіту. За свої палкі і надихаючі проповіді він отримав назву Золотоустий.
Завдяки своїм світлим талантам він став архієпископом Константинополя.
До нас дійшло близько 800 його проповідей, книга про священство та багато листів.
На території сучасної України ще в княжі часи його проповіді знали всі. Збірник князя Святослава з 1033 року містить у собі витяги з творів Івана Золотоустого, Василія Великого, Григорія Богослова, Афанасія Великого, Григорія Міського й інших.
Пам'ять Іоана Золотоустого відзначаємо два рази в році: день його смерті 13 листопада (26 листопада) і перенесення його мощей 27 січня (9 лютого).

## Історія Свята Трьох Святих
Свято Трьох Святителів належить до пізніше започаткованих празників Східної Церкви. Причиною започаткування цього його стала дискусія у Церкві в другій половині 11-го ст., яка полягала у тому: хто саме з них трьох більш заслужений діяч Церкви. Цю дискусію розв'язали самі Святителі. Вони, спочатку кожен окремо, а потім — усі три разом,— з'явилися Івану, єпископу міста Евхаїти, і сказали: «Ми як один у Бога й нічого нема в нас протирічливого чи дискусійного, а кожен з нас свого часу окремо був натхнений Божим Духом. Тож нема між нами ні першого, ні другого, але як назвеш одного, то за ним ідуть два інші. Встань, отже, і накажи тим, що через нас сваряться, щоб не ділилися, бо як за життя, так і після смерті нашим намаганням є всі сторони світу приводити до миру і єдності. Установи, отже, святкування нашої пам'яті в один день так, тому що ми — як одне в Бога, а ми будемо помагати прийти до спасіння тим, що святкуватимуть нашу пам'ять».
Єпископ Іван зробив, як йому доручили Святителі. Оскільки Церква вже святкувала в місяці січні пам'ять кожного з них окремо, то він у 1076 році назначив спільне свято на 30 січня (12 лютого). Наші літописи за 1076 рік згадують про встановлення цього празника в Греції.

## Особливості святкового Богослужіння
Богослужіння оспівує і прославляє Трьох Святителів за їхню гарячу любов до Бога і ближнього, їх непохитну віру, значення для Святої Церкви, світлі чесноти, Божу мудрість та заступництво.
«Василій — божественний ум, — співається на стиховні малої вечірні — Григорій — божественний голос, Іван — прегарний світильник. Хай будуть прославлені три визначні угодники і служителі Трійці».
У стихирах богослужіння знаходимо багато похвальних зворотів і порівнянь, якими Церква висловлює свою пошану, подив і похвалу Трьом Святителям.
Герої свята характеризуються: «Мужі Божі», «Колони й підпора Церкви», «Божественні й мудрі вчителі», «Органи Святого Духа», «Земні ангели, небесні чоловіки».
|  | Радуйся церковне світло, Василію премудрий. Радуйся уме небесний, архіерею преславний, Григорію Богослове. Радуйся, Іване Золотослове. Тож, Отці пребагаті, не переставайте завжди молитися до Христа за тих, що вірою і любов’ю празнують ваше священне і божественне торжество |

## Зауваження
1. ↑  Деякими православними церквами святкується 30 січня (12 лютого)  за юліанським календарем, зокрема Єрусалимською, Російською, Сербською, Грузинською, Польською і Македонською православними церквами.